# Chirotica tenuipes
Chirotica tenuipes är en stekelart som beskrevs av Horstmann 1983. Chirotica tenuipes ingår i släktet Chirotica och familjen brokparasitsteklar. Inga underarter finns listade i Catalogue of Life.